# بيرسي تايلور
بيرسي تايلور (بالإنجليزية: Percy Taylor)‏ هو لاعب كرة قدم أسترالية أسترالي، ولد في 10 أبريل 1919 في Allansford, Victoria ‏ في أستراليا، وتوفي في 28 أغسطس 1979.

## وصلات خارجية
- بيرسي تايلور على موقع AustralianFootball.com (الإنجليزية)
- بيرسي تايلور على موقع AFLtables.com (الإنجليزية)